# Afroceto dippenaarae
Espèce
Afroceto dippenaarae est une espèce d'araignées aranéomorphes de la famille des Trachelidae.

## Distribution
Cette espèce est endémique du Cap-Occidental en Afrique du Sud,. Elle se rencontre vers Cederberg.

## Description
Le mâle holotype mesure 5,39 mm.

## Étymologie
Cette espèce est nommée en l'honneur d'Ansie S. Dippenaar-Schoeman.

## Publication originale
- Lyle, 2015 : Two new species of the Afrotropical sac spider genus Afroceto Lyle & Haddad, 2010 (Araneae: Trachelidae). African Invertebrates, vol. 56, no 2, p. 415-423 (texte intégral).